# Бабирус
Бабирусът (Babyrousa babyrussa) е вид средно голям бозайник от семейство Свинови (Suidae). Среща се на остров Буру и архипелага Сула в Индонезия. В миналото целият род Бабируси (Babyrousa) е обединяван в един вид с няколко подвида, но напоследък те се разглеждат като самостоятелни видове.